# Битва за Вуковар
Битва за Вуковар (25 серпня — 18 листопада 1991) — найбільша і найкривавіша битва хорватської війни за незалежність, 87-денна облога хорватського міста Вуковар Югославською Народною Армією (ЮНА) з допомогою сербських воєнізованих формувань із серпня по листопад 1991 року. Завершилася поразкою місцевого підрозділу Хорватської національної гвардії, великим спустошенням Вуковара та численними вбивствами і переслідуваннями хорватського населення. У битві загинуло від 2900 до 3600 осіб.

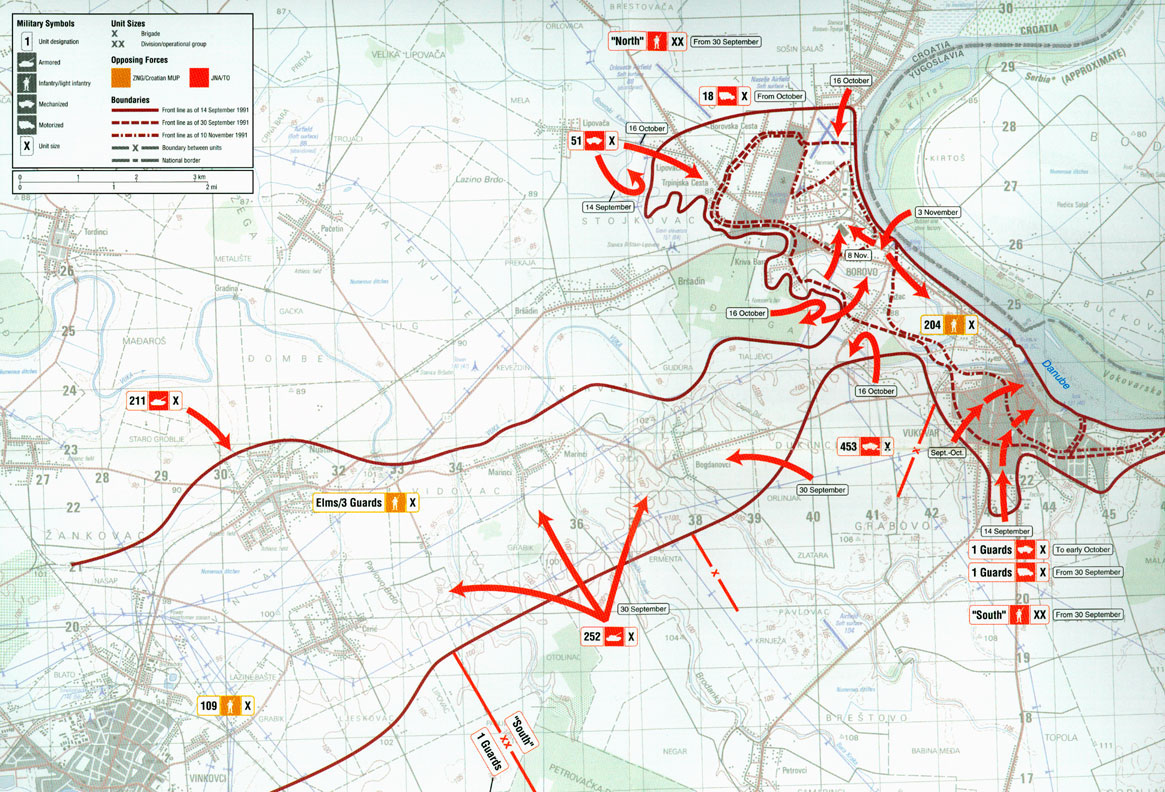
Карта битви за Вуковар

Битва закінчилася значною й символічною втратою для Хорватії, яка відновила контроль над містом лише 1998 року. Перемога в ній дісталася Югославській Народній Армії дуже дорогою ціною. Битва допомогла Хорватії здобути міжнародну підтримку своєї незалежності. Широко шанована як ключовий момент у ході війни, вона виявилася пірровою перемогою ЮНА над хорватськими оборонцями Вуковара.
Найбільш фанатичні бійці хорватського руху опору вирішили покинути місто, щоб продовжувати боротьбу за незалежність Хорватії на інших ділянках фронту. Інші захисники міста залишилися у Вуковарі, оскільки тут проживали їхні сім'ї. Багато з них було вбито під час наступних федеральних зачисток. Найбільше не пощастило резидентам Вуковарського госпіталю. Представники югославської армії вивезли з госпіталю 400 осіб — поранених і персонал. Половину бранців згодом звільнили, але доля 200 інших довго залишалася невідомою. Імовірно, бійці ЮНА вивезли «зниклих» на свиноферму Овчара, де вбили.

## Передумови
25 червня 1991 року Хорватія і Словенія заявили про вихід зі складу Югославії і синхронно оголосили про свою незалежність. У відповідь 170-тисячна Югославська Народна Армія почала каральну операцію проти цих республік, щоб насильно утримати їх у складі Югославії. Безпосередньо у Словенії та Хорватії ЮНА мала 35 тис. осіб.
Після початку операції з югославської армії дезертирували всі словенці, хорвати і боснійці.

### Словенія
Сили територіальної оборони Словенії, що існували абсолютно легально з часів Тіто, який готувався до партизанської війни як проти НАТО, так і проти держав Варшавського договору, почали чинити запеклий опір ЮНА, чому дуже сприяла гористо-лісова місцевість і фактична моноетнічність республіки (95 % населення становили словенці). Крім того, з усіх республік колишньої держави Словенія межувала тільки з Хорватією, через що югославська армія втратила тил. 4 липня югославські війська через неможливість продовження операції покинули Словенію, втративши 45 осіб убитими. Словенія виграла війну за незалежність практично без крові.
У Словенії відносини між словенцями і сербами були спокійними.

### Хорватія
1939 року Хорватія одержала автономію в складі Югославії, а в 1941–1945 існувала Незалежна Держава Хорватія в союзі з Третім Райхом і Королівством Італія під проводом «поглавника» Анте Павелича і партії «Усташів».
У 1943–1945 Хорватія була тереном затятої боротьби між сербами і хорватами, комуністами й антикомуністами. Провідник партизанів Йосип Броз Тіто за допомогою СРСР і західних союзників здобув перемогу над німецькими військами й «усташами», і Хорватію було включено до комуністичної федеративної Югославії як одну з республік.
Між хорватами і сербами зберігалася пам'ять про Другу світову війну, тобто гостра взаємна ненависть (за часів соціалістичної Югославії вона виливалася у формі жорстоких побоїщ футбольних фанатів сербських «Червоної Зірки» і «Партизана» проти хорватських «Динамо» і «Хайдука»).
У Хорватії проживало 600 тис. сербів.

## Сили сторін перед битвою

### Хорватія
Сили Вуковарської оборони складалися з 4-го батальйону 3-ї гвардійської бригади, бійців 1-ї гвардійської бригади (всього 400 осіб), 300 поліцейських, рекрутованих з Вуковара, Славонського Брода і Вараждина, а також 1100 добровольців. Хорвати становили 2/3 від числа всіх захисників міста. Решта складалася з представників інших національностей, зокрема і сербів, які вирішили битися за місто разом з друзями. Першим командиром оборони Вуковара став Томіслав Мерпеч, на зміну якому прийшов Марин Видич. Але й він не поладнав з Туджманом, і йому на зміну прийшов Мілі Дедакович, який зробив найбільший внесок в оборону міських кварталів.
Згодом до числа захисників міста влилися додаткові хорватські підрозділи, перекинуті з інших ділянок фронту. Захисники Вуковара мали переважно легку стрілецьку зброю, кілька кулеметів та небагато гранатометів M80 Zolja. Крім того, у хорватів були 90-мм протитанкові системи типу «Оса», 120-мм міномети, три 105-мм гаубиці і кілька 76-мм гармат ЗІС-3 і Б-1 (боєприпасів до гармат було мало, і вони цінувалися на вагу золота). Зброя, їжа і медикаменти потрапляли в місто «кукурудзяною дорогою», що проходила крізь кукурудзяні поля на околицях сіл Маринці і Богданівці. У жовтні 1991 року ця транспортна артерія була перервана, ЮНА замкнула навколо міста блокадне кільце.

### Югославія
Блокада Вуковара здійснювалася підрозділами ЮНА (35-40,000 осіб) під командуванням генерал-лейтенанта Животи Панича. Панич розділив оперативну область навколо Вуковара на Північну і Південну область відповідальності. Відповідно до початкового плану операції, Югославська армія мала завдати одночасного удару по обом секторам танковими клинами, підтриманими піхотою. Зламавши початковий опір хорватів, федерали мали дістатися до центру Вуковара і взяти місто під свій повний контроль.
Командиром Північної області відповідальності був призначений генерал-майор Младен Братич (убитий під час облоги). До складу області входили: 1-а механізована бригада, 1-й механізований полк з Панчево, 211-й танковий батальйон з Барані. Командиром Південної області відповідальності був призначений полковник Міле Мркшич.
Незважаючи на значну військову перевагу сербів, вони діяли вкрай неефективно. Хорвати до вересня захопили майже всі сербські гарнізони на своїй землі, причому разом з озброєнням і технікою: до 500 одиниць бронетехніки, зокрема понад 200 танків, не менше 800 гармат, мінометів і реактивних систем залпового вогню (РСЗВ), понад 200 зенітних самохідних установок (ЗСУ). Крім того, саме в Хорватії перебував завод, де вироблялися М-84, там хорвати захопили ще 60 танків цього типу, які перебували в різному ступені готовності (частина була введена в експлуатацію вже після війни).

## Перебіг битви
Перші сутички на території Вуковара відбулися в травні 1991 року. Справжня війна почалася в середині літа. Безпосереднім приводом вторгнення стало вбивство 12 хорватських поліцейських, які намагалися на околиці Вуковара повісити хорватські прапори замість югославських. Невдоволення Хорватської національної гвардії загасили авіацією.
В кінці серпня 1991 року до міста почали наближатися танки ЮНА. Белград планував з ходу взяти місто. Югославська армія була повноцінною військовою машиною. Окрім регулярної армії, брати Вуковар прибули й сербські добровольчі батальйони з націоналістів. Однак в командування були клопоти з добровольцями, адже кожен підрозділ, який прибув на місце конфлікту, виконував накази свого штабу. Днем початку битви вважається 25 серпня бо саме в цей день місто вперше зазнало перших серйозних пошкоджень від повітряних і артилерійських ударів, у ході яких постраждала місцева церква, госпіталь і знаменита водонапірна башта. Слідом за артилерійським ударом послідував наступ югославської піхоти, який викликав шалений опір з боку хорватських вояків. Атаки тривали до 28 серпня. При цьому югославські війська втратили два літаки і близько 10 танків, які з необережності опинилися в межах щільної міської забудови.
Облога міста не була суцільною. Неперекритими залишалися ходи через кукурудзяні поля, якими оборонці евакуйовували поранених і отримували підкріплення. Для успішного відбиття югославських атак хорвати побудували систему окопів, що охоплювали суміжні райони міста. На верхніх поверхах будинків були обладнані вогневі точки. Підвали багатьох будівель були перетворені в притулки, де можна було перечекати артилерійський або повітряний наліт. Хорватські захисники міста активно мінували дороги і вулиці за допомогою протипіхотних і протитанкових мін, в дверних отворах встановлювали розтяжки. Використовувалися хибні мінні поля, ешелоноване і хаотичне мінування місцевості, що уповільнювало просування федеральних військ до міського центру. Невелике місто захисники змогли перетворити на «Хорватський Сталінград», який не візьмеш у лоб.
Основною метою удару були казарми ЮНА, зайняті хорватськими добровольцями (казарми розташовувалися в південно-східній частині міста). У разі успішного захоплення казарм підрозділи ЮНА мали завдати удару по центральній частині міста. Зазвичай ЮНА кидала в атаку 5-10 танків і 5-15 БТРів за підтримки піхотних підрозділів. Хорвати зустрічали колону всередині міської забудови і починали стріляти по ній з протитанкової зброї і завдавати сербам значних втрат.
Ще одним винаходом хорватів стало використання метеорологічних ракет, які хоч і завдавали невеликого урону, але серйозно деморалізували противника, який вважав, що на озброєнні хорватів є не тільки автомати і кулемети, але і ракети класу земля-земля, викрадені з югославських військових складів.
З початком осені, зрозумівши, що в лоб танками Вуковар не взяти, серби змінили тактику. Вони намагалися зламати оборонні рубежі хорватів за допомогою танків і малих комбінованих груп (танки плюс піхота) ЮНА поступово наближалася до центру. По місту постійно стріляла важка артилерія. Тепер, атакуючи сектор, танки ЮНА рухалися зигзагом і розстрілювали з гармат всі будинки, які опинилися на їхньому шляху. Слідом за танками рухалися БТРи або БМП, що підтримували танки кулеметним вогнем по верхніх поверхах і підвалах будинків. Одночасно піхота просувалася вперед, використовуючи як прикриття сади, траншеї і задні двори уцілілих і частково зруйнованих будинків. За допомгою цього методу ЮНА почала захоплювати місто будинок за будинком, вулицю за вулицею.
Зіткнувшись з новою тактикою югославів, хорвати почали здійснювати нічні рейди на території, що опинилися під контролем ЮНА. Однією з цілей цих рейдів стало мінування застряглих югославських танків. Міна підкладалася під бойову машину вночі і вибухала вранці, коли танк починав бойову роботу. Мінування застряглих машин набуло такого розмаху, що танкісти ЮНА відмовлялися залазити в будь-які застряглі і кинуті танки і примусити їх можна було тільки загрозою розстрілу. 4 листопада генерал ЮНА Младен Братич був убитий в результаті попадання снаряда в його танк.
3 листопада ЮНА спільно з сербськими добробатами вдалося вклинитися в лінію оборони Вуковара. До цього часу більшість міських будівель була зруйнована, і Вуковар нагадував величезну кам'яну руїну. Пересування по міських вулицях припинилося, оскільки щодня на місто падало від 9000 до 12000 снарядів. Управління зруйнованим Вуковаром здійснювалося зсередини атомного бункера, що залишився з часів холодної війни. У захисників не залишилося боєприпасів, всередині Вуковара починався голод. Після 87 днів хорвати капітулювали.

## Причини югославських втрат
Замість прислухатися до порад командирів нижчої та середньої ланки, югославські воєначальники воювали за застарілими схемами, які призводили до втрати людей і техніки.
Югославська армія проявила повну безтурботність під час планування саперних та інженерних операцій. Югослави відмовилися від підривів ворожих тунелів і житлових блоків, зайнятих ворогом, тому боротьбу зі снайперами і підкріпленнями здійснювали танки і деморалізована югославська піхота.
ЮНА, незважаючи на величезну кількість освітлювальних боєприпасів і наявність штурмової авіації, здатної здійснювати нальоти в темний час доби, нічні бої не вела. Ймовірно, відмова від бойових дій уночі була пов'язана з поганою підготовкою особового складу і відсутністю на передовій досвідчених фахівців.

## Наслідки
Не менше 1000 бійців хорватського опору були вивезені на територію Сербії і утримувалися там як військовополонені. З в'язниці їх випустили в середині 1992 року, коли між Сербією і Хорватією було встановлено короткострокове перемир'я.
До кінця битви за Вуковар ЮНА втратили (за різними даними) від 110 до 200 броньованих машин, зокрема 50 танків і 3 літаки. У боях загинуло понад 1100 югославських солдатів (2500 осіб було поранено). Хорвати втратили 1800 осіб убитими і понад 2000 пораненими. Під час боїв загинуло 2000 мирних жителів.
Піррова перемога югославської армії спровокувала втечу хорватських жителів із територій, що потрапили під федеральний контроль. У деяких джерелах зазначено, що після падіння Вуковара у Хорватію перебралося понад 30 тисяч осіб.
Жорстокість, що охопила бійців ЮНА, призвела до того, що воєнні злочини на території Югославії стали звичністю, а етнічні чистки перетворилися на інструмент залякування.
Тривалі бої за місто Вуковар сприяли зростанню кількості націоналістично орієнтованих сербських і чорногорських добровольців, які боролися у складі ЮНА. Оскільки ці добровольці були переважно вихідцями з території Хорватії, вони стали ударною силою сербських націоналістичних політичних рухів, метою яких стало виділення сербських територій зі складу Хорватії і приєднання їх до нової Сербії. На кордоні Хорватії виникла нова невизнана колаборантська держава — Республіка Сербська Країна.
Після падіння Вуковара в кінці листопада ЮНА планувала наступати на столицю Хорватії — Загреб. Однак Захід, який вже визнав незалежність Словенії і Хорватії, зажадав припинити наступ. Навесні 1992 було ухвалено резолюцію Ради Безпеки ООН про направлення до Хорватії військ ООН. Серби мали вивести свої війська з Хорватії. Війська не вивели, а перетворили на ЗС Сербської Країни (офіційно ця армія називалася поліцією), які, зокрема, отримали 303 танки.
Загалом серби провели війну вкрай невдало і зазнали в ній очевидної поразки.

## Книги
- Armatta, Judith (2010). Twilight of Impunity: The War Crimes Trial of Slobodan Milošević. Durham, North Carolina: Duke University Press. ISBN 978-0-8223-4746-0.
- Baker, Catherine (2010). Sounds of the Borderland: Popular Music, War and Nationalism in Croatia Since 1991. Farnham, Surrey: Ashgate Publishing Ltd. ISBN 978-1-4094-0337-1.
- Bell, Imogen, ред. (2003). Central and South-Eastern Europe 2004. London: Europa Publications. ISBN 978-1-85743-186-5.
- Bjelajac, Mile; Žunec, Ozren (2009). The War in Croatia, 1991–1995. У Ingrao, Charles W. (ред.). Confronting The Yugoslav Controversies: A Scholars' Initiative. West Lafayette, Indiana: Purdue University Press. ISBN 978-1-55753-533-7.
- Boduszyński, Mieczysław P. (2010). Regime Change in the Yugoslav Successor States: Divergent Paths Toward a New Europe. Baltimore, Maryland: Johns Hopkins University Press. ISBN 978-0-8018-9429-9.
- Brown, Cynthia G.; Karim, Farhad, ред. (1995). Playing the "Communal Card": Communal Violence and Human Rights. New York City: Human Rights Watch. ISBN 978-1-56432-152-7.
- Central Intelligence Agency Office of Russian and European Analysis (2000). Balkan Battlegrounds: A Military History of the Yugoslav Conflict, 1990–1995: Volume 1. Washington, D.C.: Central Intelligence Agency. ISBN 978-0-16-066472-4.
- MacDonald, David Bruce (2002). Balkan Holocausts? Serbian and Croatian Victim Centered Propaganda and the War in Yugoslavia. Manchester: Manchester University Press. ISBN 978-0-7190-6467-8.
- Malović, Stjepan; Selnow, Gary W. (2001). The People, Press, and Politics of Croatia. Westport, Connecticut: Greenwood Publishing Group. ISBN 978-0-275-96543-3.
- Marijan, Davor (2004). Bitka za Vukovar [Battle of Vukovar] (Croatian) . Zagreb: Hrvatski institut za povijest. ISBN 978-9536324453. Архів оригіналу за 10 липня 2020. Процитовано 31 серпня 2020.
- Merrill, Christopher (1999). Only the Nails Remain: Scenes from the Balkan Wars. Lanham, Maryland: Rowman & Littlefield. ISBN 978-0-7425-1686-1.
- Milošević, Milan (2000). The Media Wars: 1987–1997. У Ridgeway, James; Udovički, Jasminka (ред.). Burn This House: The Making and Unmaking of Yugoslavia. Durham, North Carolina: Duke University Press. ISBN 978-0-8223-2590-1.
- Nation, R. Craig (2003). War in the Balkans, 1991–2002. Carlisle, Pennsylvania: Strategic Studies Institute. ISBN 978-1-58487-134-7.
- Turković, Silvana; Hovens, Johannes E.; Gregurek, Rudolf (2004). Strengthening Psychological Health in War Victims and Refugees. У Wilson, John Preston; Drožđek, Boris (ред.). Broken Spirits: The Treatment of Traumatized Asylum Seekers, Refugees, and War and Torture Victims. New York City: Routledge. ISBN 978-0-415-94397-0.
- Tus, Anton (2001). The War Up to the Sarajevo Ceasefire. У Magaš, Branka; Žanić, Ivo (ред.). The War in Croatia and Bosnia-Herzegovina 1991–1995. London: Frank Cass. ISBN 978-0-7146-8201-3.
- Woodward, Susan L. (1995). Balkan Tragedy: Chaos and Dissolution after the Cold War. Washington, D.C.: Brookings Institution Press. ISBN 978-0-8157-9513-1.